# 교황 알렉산데르 3세
교황 알렉산데르 3세(라틴어: Alexander PP. III, 이탈리아어: Papa Alessandro III)는 제170대 교황(재위: 1159년 9월 7일 - 1181년 8월 30일)이다. 본명은 롤란도 반디넬리(이탈리아어: Rolando Bandinelli)이다.

## 생애 초기와 경력
시에나 태생으로 14세기 기록에서는 그가 반디넬리 가문 일족이라고 했지만, 확실하지 않다. 오랫동안 그는 12세기 교회법학자 겸 신학자인 볼로냐의 롤란도와 동일인물로 여겨졌다. 볼로냐의 롤란도는 《그라티아누스 교령집》에 대한 가장 오래된 주석서인 《롤란도 대전》(Stroma 또는 Summa Roland)의 저자로서, 그의 문체는 피에르 아벨라르의 영향을 받은 것으로 보인다. 그러나 존 T. 누넌과 루돌프 위그앤드 등은 두 사람을 서로 다른 인물로 보기도 한다.
롤란도는 아마도 볼로냐에서 공부한 것으로 보이며, 토리니의 로베르는 그가 볼로냐에서 신학을 가르쳤다고 기록했다. 1150년 10월 교황 에우제니오 3세는 롤란도를 산티 코스마 에 다미아노 성당의 부제급 추기경에 서임했다. 나중에 롤란도는 산 마르코 성당의 사제급 추기경이 되었다. 1153년 그는 교황청 상서원장과 신성 로마 제국의 프리드리히 1세 황제에 반대하는 추기경들의 지도자가 되었다. 교황 하드리아노 4세의 가장 신임받는 추기경이 된 그는 친노르만 정책을 추진해 시칠리아 국왕 굴리엘모 1세와 협상하여 교황령과 시칠리아 왕국 사이의 평화로운 관계를 회복한 베네벤토 조약을 성사시켰다.

## 교황 선출
1159년 9월 7일 롤란도는 대다수 추기경들의 지지를 받아 교황 하드리아노 4세의 후임자로 선출되어 알렉산데르 3세로 명명했다. 그러나 일부 추기경들은 옥타비아누스 추기경을 대립교황 빅토르 3세로 내세워 신성 로마 제국의 지지를 받았다. 당시 상황은 알렉산데르 3세에게 매우 위기였는데, 당시 기록들을 보면 신성 로마 제국이 내세운 대립교황이 포르투갈, 시칠리아, 스페인을 제외한 대부분의 유럽 왕국들로부터 지지를 받았기 때문이다. 그러나 1161년 헝가리의 게저 2세가 알렉산데르 3세를 합법적인 교황으로 인정하는데 동의하는 문서에 서명하고, 오직 그만이 가장 으뜸가는 영적 지도자로서 성직 서임식을 행사할 수 있다고 선언했다. 이는 알렉산데르 3세의 합법성이 점점 지지를 얻고 있다는 것을 의미했으며, 곧 프랑스의 루이 7세와 잉글랜드의 헨리 2세도 알렉산데르 3세를 지지하고 나섰다는 사실로 증명되었다. 이탈리아 내에서 신성 로마 제국의 영향이 강했기 때문에 알렉산데르 3세는 어쩔 수 없이 교황으로서의 재위기간의 많은 세월을 로마 외의 지역에서 보낼 수 밖에 없었다.
그렇지만 알렉산데르 3세와 대립교황 빅토르 3세(그리고 이후 이어진 대립교황 파스칼 3세와 대립교황 갈리스토 3세) 간의 논쟁은 1176년 레냐노 전투에서 프리드리히 1세가 패배할 때까지 계속되었다. 결국 프리드리히 1세는 마침내 1177년 베네치아 조약에서 알렉산데르 3세를 교황으로 인정하였다. 그리하여 1178년 3월 12일 알렉산데르 3세는 로마로 귀환할 수 있었다. 그러자 대립교황 갈리스토 3세 역시 1178년 8월에 알렉산데르 3세에게 항복하였다.

## 정치 문제

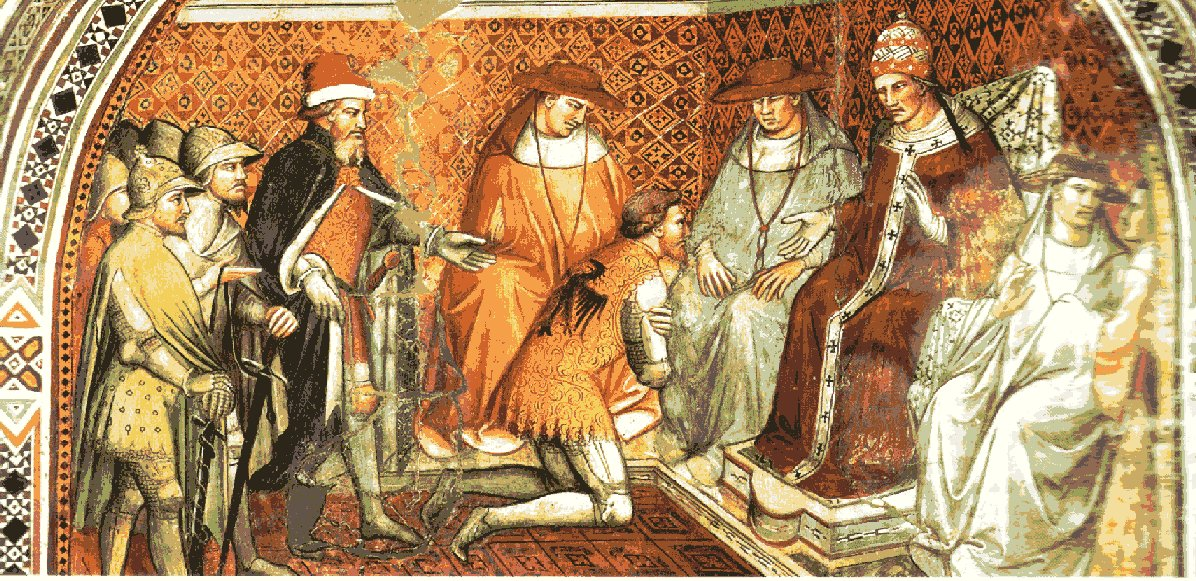
교황 알렉산데르 3세에게 굴복하는 프리드리히 1세를 묘사한 시에나의 푸블리코 궁전 프레스코화.

알렉산데르 3세는 발트해 동부 지역, 즉 스칸디나비아반도의 선교 활동에 직접적으로 관심을 기울인 최초의 교황이다. 그는 1164년 스웨덴에 웁살라 대교구를 설정하고, 자신과 절친한 사이였던 에스킬을 룬드의 대주교로 서임했다. 또한 베네딕도회 수사 풀코를 에스토니아의 주교로 서임했다. 1171년 알렉산데르 3세는 교황으로서는 처음으로 핀란드 교회 상황에 대해 연설했는데, 그는 핀란드인들이 평소에는 성직자들을 괴롭히면서 전쟁이 일어났을 때에만 하느님을 찾는다고 개탄하였다.
알렉산데르 3세는 프리드리히 1세를 견제했을 뿐만 아니라 1170년 캔터베리 대주교 토머스 베켓이 잉글랜드의 헨리 2세에 의해 살해당하자 1173년에 그를 시성함으로써 헨리 2세를 굴복시켜 공적으로 자신의 잘못을 고백하도록 만들었다. 그리하여 토머스 베켓은 1161년 시성된 에드워드 참회왕에 이어 알렉산데르 3세에 의해 시성된 두 번째 잉글랜드인이 되었다. 이러한 일에도 불구하고 알렉산데르 3세는 1172년 헨리 2세의 아일랜드 영주 지위를 확인해 주었다.
1179년 5월 23일 알렉산데르 3세는 교황 칙서 《Manifestis Probatum》을 발표하여 이미 1139년부터 스스로 왕이라고 칭했던 아폰수 1세를 포르투갈의 왕으로 정식으로 인정하였다. 이는 포르투갈이 독립국이 되는데 있어 중요한 진전이 되었다.

## 개혁 노력
1163년 알렉산데르 3세는 불법적인 성직록 분배와 성직자들의 고리대금 및 십일조 문제를 다루기 위해 잉글랜드와 프랑스, 이탈리아, 스페인의 고위 성직자 및 사제들을 투르 지역 공의회에 참여해 성직자들의 기강을 바로 잡도록 하였다.
1179년 3월 알렉산데르 3세는 중세 교회의 중요한 세계 공의회들 중의 하나이자 11번째 세계 공의회인 제3차 라테라노 공의회를 소집했다. 공의회 교부들은 대립교황으로 인한 교회의 분열을 치유하기 위한 교황의 몇 가지 제안들을 실행에 옮겼는데, 그 중 가장 눈여겨볼 것은 교황 선출에 관한 규정이다. 규정은 추기경단에서 3분의 2 이상 지지를 받아야만 교황이 될 수 있도록 하였다. 이 규정은 1996년에 약간 수정되었다가 2007년에 원래대로 복구되었다.
그럼에도 불구하고 공의회가 끝나자마자 로마 코뮌은 알렉산데르 3세를 겁박해 로마를 내보냈으며, 이후로 알렉산데르 3세는 다시는 로마로 돌아가지 못했다. 1179년 9월 29일 일부 귀족들이 대립교황 인노첸시오 3세를 옹립했다. 그러나 알렉산데르 3세는 우여곡절 끝에 다시 권력을 잡았으며, 대립교황은 1180년 1월 쫓겨났다. 1181년 알렉산데르 3세는 스코틀랜드의 일리엄 막 안리크를 파문하고 스코틀랜드 왕국 전역에 성무 금지 처분을 내렸다.
알렉산데르 3세는 1181년 8월 30일 치비타카스텔라나에서 선종했다.

## 같이 보기
- 교황 목록